# La Neuveville (distrikt)
La Neuveville var fram till 31 december 2009 ett amtsbezirk i kantonen Bern, Schweiz.

## Kommuner
La Neuveville var indelat i fem kommuner:
- Diesse
- Lamboing
- La Neuveville
- Nods
- Prêles